# Рушенбергер, Вильям
Вильям Рушенбергер (англ. William Ruschenberger; 1807—1895) — путешественник и натуралист, по профессии хирург североамериканского военного флота.
Дважды совершал путешествия вокруг света, описанные им в сочинениях «Three years in the Pacifique» (Филадельфия, 1835) и «Voyage round the World» (1838).
Кроме того, ему принадлежат: «Elements of natural history» (1850), «Hist. of the Academy of sc. of Philadelphia» (1877) и многие др.